# Mario Gerla
Mario Gerla (Arona, 21 febbraio 1943 – Los Angeles, 9 febbraio 2019) è stato un informatico e saggista italiano distinguished Professor e Chair of the Department of Computer Science presso la University of California, Los Angeles (UCLA) ed autore e co-autore di numerosi libri sull'argomento.È noto come uno dei pionieri di internet.

## Biografia
La sua formazione ha visto una laurea conseguita nel 1966 in ingegneria presso il Politecnico di Milano  e successivamente un Master ed una laurea in informatica presso l'UCLA di Los Angeles.
Nel 1969 si è trasferito negli Stati Uniti per unirsi al team di ricerca del dipartimento di Computer Science dell'UCLA guidato da Leonard Kleinrock, che stava sviluppando ARPANET, la prima rete informatica mondiale a commutazione di pacchetto, antenata di Internet e col quale ha realizzato il primo collegamento internet della storia.
Dopo aver conseguito il dottorato, Gerla è diventato manager presso la Network Analysis Corporation a Glen Cove, North Carolina, dove è stato coinvolto in diversi progetti di progettazione di reti informatiche.
Gerla tornò alla UCLA nel 1977 come docente presso la facoltà di informatica, dove sarebbe rimasto fino alla sua morte.
Era direttore del CAINS (Center for Autonomous Intelligent Networks) e del Network Research Lab. Ha diretto una ricerca incentrata sulla progettazione, sulla valutazione delle prestazioni e sul controllo di reti e sistemi di comunicazione per computer distribuiti. I suoi primi lavori si sono concentrati sull'ottimizzazione di ciò che alla fine si sarebbe evoluto in Internet.
Il suo lavoro successivo nel campo delle reti mobili ad hoc è stato riconosciuto con la sua elezione a Fellow di IEEE e Association for Computing Machinery, e con il SIGMOBILE Outstanding Contribution Award. Due importanti conferenze internazionali di comunicazione, INFOCOM e MILCOM, hanno premiato Gerla con premi alla carriera.
Dal 2015 al 2018, Gerla è stato presidente del Dipartimento di Informatica. Nel 2015 inoltre Gerla è stato nominato presidente della rete UCLA Jonathan B. Postel in Networking, un riconoscimento riservato agli studiosi che hanno dato un contributo significativo alla ricerca su internet.
Ha guidato ONR MINUTEMAN, che si avvale della connessione a internet di nuova generazione a scopi difensivi. Ha lavorato a progetto riguardanti il monitoraggio medico tramite collegamento con smartphone.
Ha contribuito a fondare gli Italian Scientists and Scholars of North America Foundation (ISSNAF).